# Indoplanorbis exustus
Indoplanorbis exustus is een slakkensoort uit de familie van de Planorbidae. De wetenschappelijke naam van de soort is voor het eerst geldig gepubliceerd in 1834 door Deshayes.